# Vilsheim
Vilsheim is een plaats in de Duitse deelstaat Beieren, en maakt deel uit van het Landkreis Landshut.
Vilsheim telt 2.730 inwoners.

## Indeling
De gemeente bestaat uit de kernen Altenburg, Auholz, Damm, Freiing, Gessendorf, Gundihausen, Hupferding, Kaltenbrunn, Kapfing, Kemoden, Kerschreuth, Kesselbach, Langenvils, Lechau, Matzenau, Münchsdorf, Obersteppach, Reichersdorf, Reitgarten, Schellenberg, Schweiberg, Stadl, Thannlohe, Unterfroschham, Viehhausen, Vilsheim en Wieskatzing.

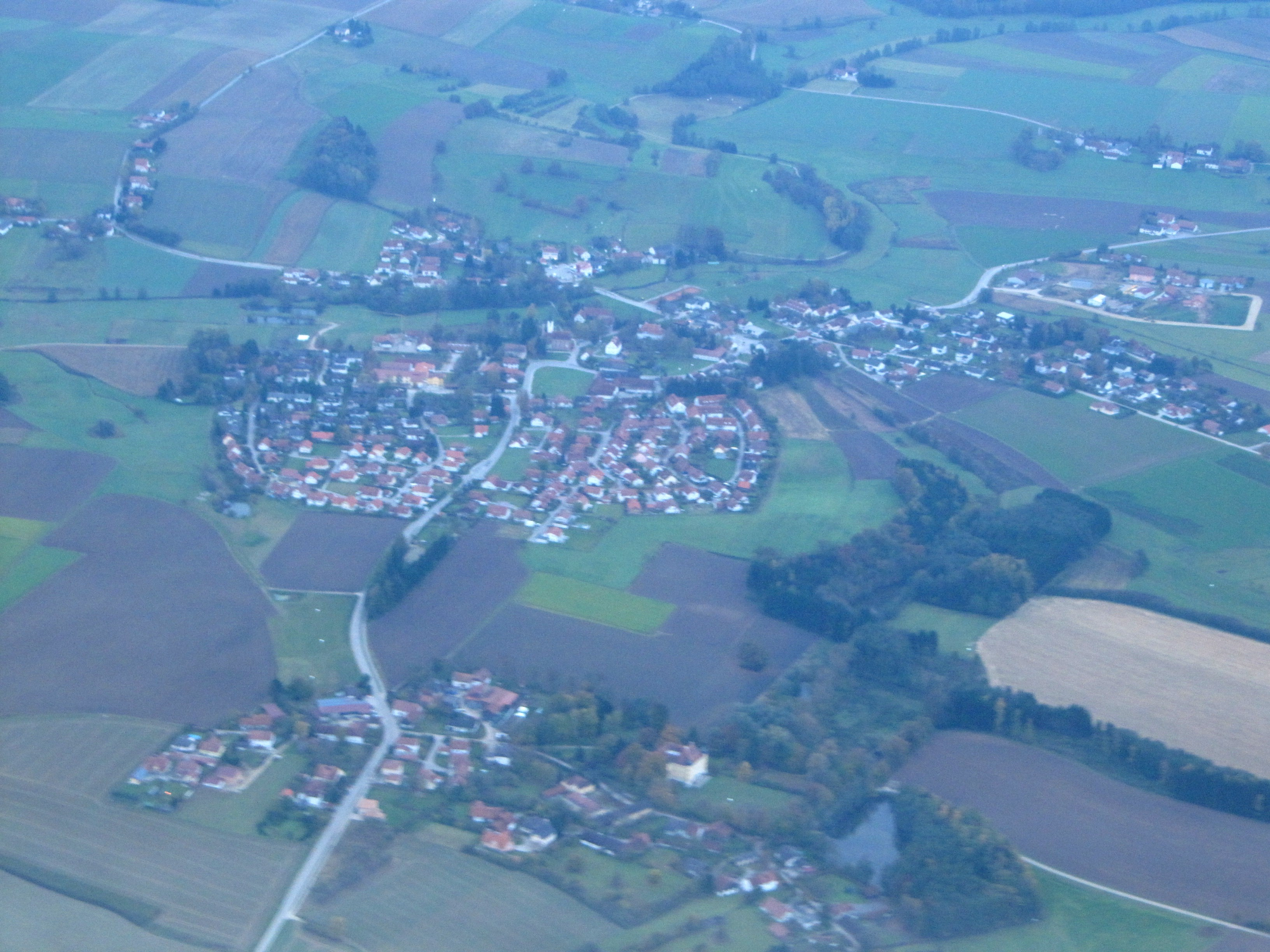
Vilsheim (boven) en Kapfing (onder)

Adlkofen ·
Aham ·
Altdorf ·
Altfraunhofen ·
Baierbach ·
Bayerbach b.Ergoldsbach ·
Bodenkirchen ·
Bruckberg ·
Buch a.Erlbach ·
Eching ·
Ergolding ·
Ergoldsbach ·
Essenbach ·
Furth ·
Geisenhausen ·
Gerzen ·
Hohenthann ·
Kröning ·
Kumhausen ·
Neufahrn i.NB ·
Neufraunhofen ·
Niederaichbach ·
Obersüßbach ·
Pfeffenhausen ·
Postau ·
Rottenburg a.d.Laaber ·
Schalkham ·
Tiefenbach ·
Velden ·
Vilsbiburg ·
Vilsheim ·
Weihmichl ·
Weng ·
Wörth a.d.Isar ·
Wurmsham